# Fabrice Yao
Fabrice Yao (Abidjan, 29 dicembre 1995) è un calciatore ivoriano naturalizzato nigerino, centrocampista del Luxembourg City e della nazionale nigerina.

## Carriera

### Club
Ha iniziato a giocare nell'Alliance Star Académie, una scuola calcio in Costa d'Avorio. Nel 2014, si trasferisce al settore giovanile della società tunisina dello Stade Tunisien.
Il 1º luglio 2015, arriva in Europa, firmando un contratto con il Voltigeurs, formazione che milita nella quarta serie francese. Qui rimane solo un anno, poiché il 1º gennaio 2016 si trasferisce a titolo definitivo al Mondorf, società lussemburghese che milita nella massima serie locale. Dopo due stagioni, viene ceduto in prestito all'R.M. Hamm Benfica. Terminato il prestito, fa rientro al Mondorf. Qui gioca per un'altra stagione, prima di accasarsi allo Swift Hesperange, in seconda serie.

### Nazionale
Nel 2020 ha esordito nella nazionale del Niger.

## Statistiche

### Cronologia presenze e reti in nazionale
| Cronologia completa delle presenze e delle reti in nazionale ― Niger | Cronologia completa delle presenze e delle reti in nazionale ― Niger | Cronologia completa delle presenze e delle reti in nazionale ― Niger | Cronologia completa delle presenze e delle reti in nazionale ― Niger | Cronologia completa delle presenze e delle reti in nazionale ― Niger | Cronologia completa delle presenze e delle reti in nazionale ― Niger | Cronologia completa delle presenze e delle reti in nazionale ― Niger | Cronologia completa delle presenze e delle reti in nazionale ― Niger |
| Data                                                                 | Città                                                                | In casa                                                              | Risultato                                                            | Ospiti                                                               | Competizione                                                         | Reti                                                                 | Note                                                                 |
| -------------------------------------------------------------------- | -------------------------------------------------------------------- | -------------------------------------------------------------------- | -------------------------------------------------------------------- | -------------------------------------------------------------------- | -------------------------------------------------------------------- | -------------------------------------------------------------------- | -------------------------------------------------------------------- |
| 10-10-2020                                                           | Niamey                                                               | Niger                                                                | 2 – 0                                                                | Ciad                                                                 | Amichevole                                                           | -                                                                    | 82’                                                                  |
| 13-10-2020                                                           | Niamey                                                               | Niger                                                                | 1 – 0                                                                | Sierra Leone                                                         | Amichevole                                                           | -                                                                    | 56’                                                                  |
| 17-11-2020                                                           | Addis Abeba                                                          | Etiopia                                                              | 3 – 0                                                                | Niger                                                                | Qual. Coppa d'Africa 2021                                            | -                                                                    |                                                                      |
| 23-3-2022                                                            | Nouakchott                                                           | Mozambico                                                            | 1 – 1                                                                | Niger                                                                | Amichevole                                                           | -                                                                    | 70’                                                                  |
| Totale                                                               |                                                                      | Presenze                                                             | 4                                                                    |                                                                      | Reti                                                                 | 0                                                                    |                                                                      |